# The Wayans Bros.
The Wayans Bros. är en amerikansk tv-komediserie som sändes på The WB från 11 januari 1995 till 20 maj 1999. I serien spelade de verkliga bröderna Shawn och Marlon Wayans i huvudrollerna. Även John Witherspoon och Anna Maria Horsford medverkade.

## Rollista
- Shawn Williams - Shawn Wayans
- Marlon Williams - Marlon Wayans
- John "Pops" Williams - John Witherspoon
- Deirdre "Dee" Baxter - Anna Maria Horsford